# 村野聡
村野 聡（むらの さとし、1963年 ‐ ）は、日本の教育者。向山式200字作文ワークの作成者である。TOSS青梅教育サークル代表。東京向山型社会研究会。

## 経歴
1963年、東京都に生まれる。2019年3月まで東京都内の小学校教諭として勤めていたが早期退職し、現在は教育に関する本の執筆や講演などを中心に活動している。俳優の柳楽優弥は、東京都東大和市在勤時代の教え子である。
20代の時に、TOSS代表、向山洋一から、「200字作文ワーク」が認められ、TOSS雑誌『教室ツーウェイ』で連載が始まった。この連載をまとめたものが、単著『二百字限定作文で作文技術のトレーニング(国語科授業改革双書)』（明治図書）として発行される。「向山式200字作文ワーク」は、作文の基本技能を身につけさせるために向山洋一の提案をもとに村野聡が開発した教材である。上半分が「解答つきワーク」下半分が「解答なしワーク」になっており、視写の原理を応用した構造になっている。

## 代表的な著書
- 『二百字限定作文で作文技術のトレーニング(国語科授業改革双書)』（1996年、明治図書）
- 共著『イラスト作文スキル 高学年―どの子も書く意欲モリモリ』（2004年、明治図書）
- 『クロスワードで社会科授業が楽しくなる!―授業で使えるプリント集』（2005年、明治図書）
- 『PISA型読解力を鍛える社会科「資料読み取り」トレーニングシート』（2008年、明治図書）
- 『社会科「重点指導事項」習得面白パズル―授業で使えるプリント集〈2〉』（2009年、明治図書）
- 『社会科「資料読み取り」トレーニングシート 3・4年編―PISA型読解力を鍛える』（2010年、明治図書）
- 『社会科「資料読み取り」トレーニングシート 5年編―PISA型読解力を鍛える』（2010年、明治図書）
- 『社会科「資料読み取り」トレーニングシート 6年編―PISA型読解力を鍛える』（2010年、明治図書）
- 『圧倒的な作文力が身につく! 「ピンポイント作文」トレーニングワーク』（2012年、明治図書）
- 『書く力がぐんぐん伸びる! ピックアップ式作文指導レシピ33』（2014年、明治図書）
- 『子どもが一瞬で書き出す! “4コマまんが" 作文マジック』（2017年、学芸みらい社）
- 『200字ピッタリ作文 指導ステップ&楽しい題材テーマ100』（2018年、学芸みらい社）
- 共著『イラスト版 通常学級での特別支援教育』（2018年、学芸みらい社）[7]
- 『“うつす・なおす・つくる"の3ステップ スラスラ書ける作文ワーク厳選44』（2018年、学芸みらい社）[8]